# خسرویه (فاروج)
خسرویه روستایی در دهستان شاه جهان بخش مرکزی شهرستان فاروج استان خراسان شمالی ایران است.

## جمعیت
بر پایه سرشماری عمومی نفوس و مسکن در سال ۱۳۹۵ جمعیت این مکان ۶۶۲ نفر (۲۲۱خانوار) بوده‌است.